# 1715 en France
Chronologie de la France
- 1711
- 1712
- 1713
- 1714
- 1715
- 1716
- 1717
- 1718
- 1719

Cette page concerne l’année 1715 du calendrier grégorien.

## Événements
- Janvier : renouvellement pour 3 ans de l’arrêt de 1707 confiant à l’intendant la fabrication du rôle de taille et le contentieux des rôles[1].

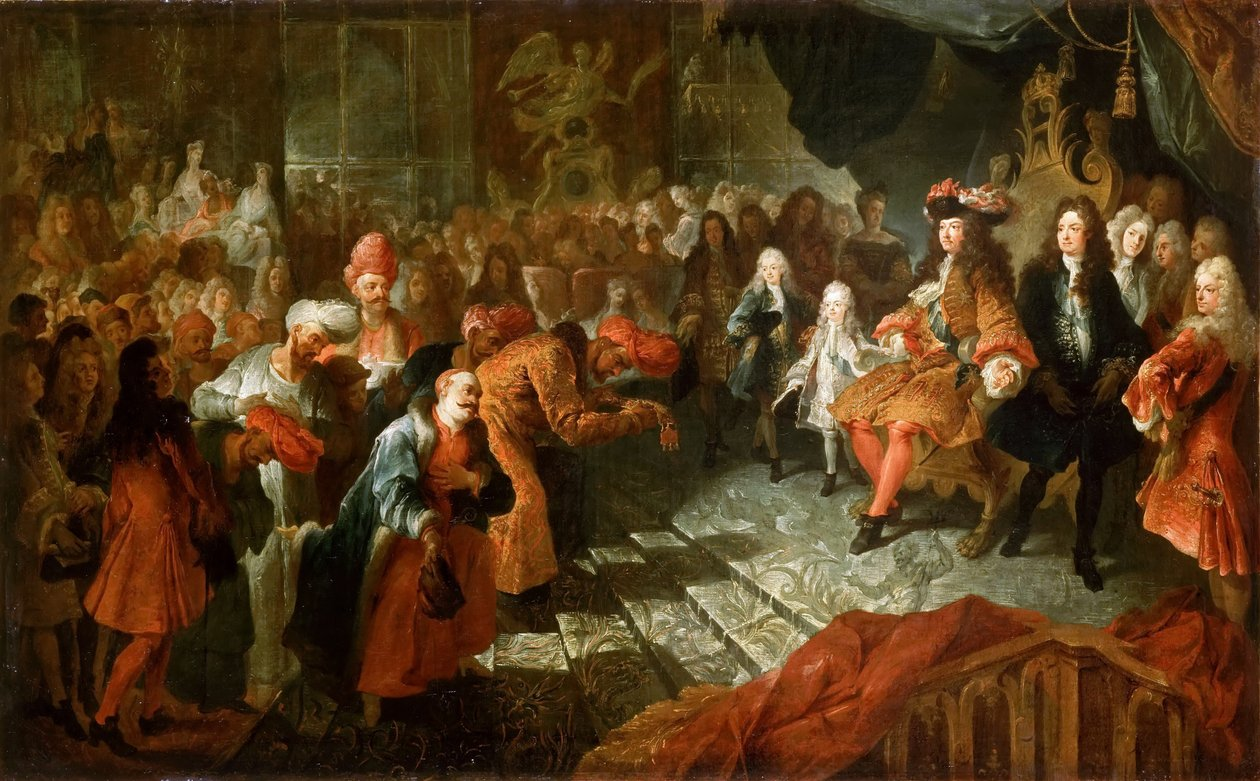
19 février : ambassade perse de Mehmet Rıza Beğ à Versailles

- 19 février : la délégation persane, après bien des péripéties, se rend de Paris à Versailles pour l’audience royale dans un fastueux cortège pour porter les présents du Shah de Perse Hussein Ier et la lettre du souverain persan enveloppés dans une étoffe de soie à fleurs d’or au roi de France Louis XIV, qui se montre, parait-il déçu de la faible importance des présents : des perles, des turquoises, deux petites boîtes d’or et de la baume de momie[2].

- 23 mai : Louis XIV déclare que ses fils légitimés sont assimilés à des princes du sang[3].
- 25 juin et 5 octobre : Paul Manis et Edme Bonne obtiennent le bail de la ferme générale pour six ans[4].

- 10 août : Louis XIV se plaint d’une douleur a la jambe. Ses médecins pensent à une sciatique mais en fait, il a la gangrène, qui apparaît le 19 août[5].
- 13 août : signature à Versailles d’un traité de commerce et d’amitié entre la France et la Perse[2], prévoyant notamment l’établissement d’un consulat de Perse à Marseille, principal port de commerce avec l’Orient[6].
- 21 août : premier synode au Désert, réuni par le pasteur Antoine Court à Monoblet, près de Nîmes. Il purge les Églises réformées du Languedoc et du Dauphiné de leur hystérie convulsionnaire et parvient à les « replanter » dans la clandestinité[7].

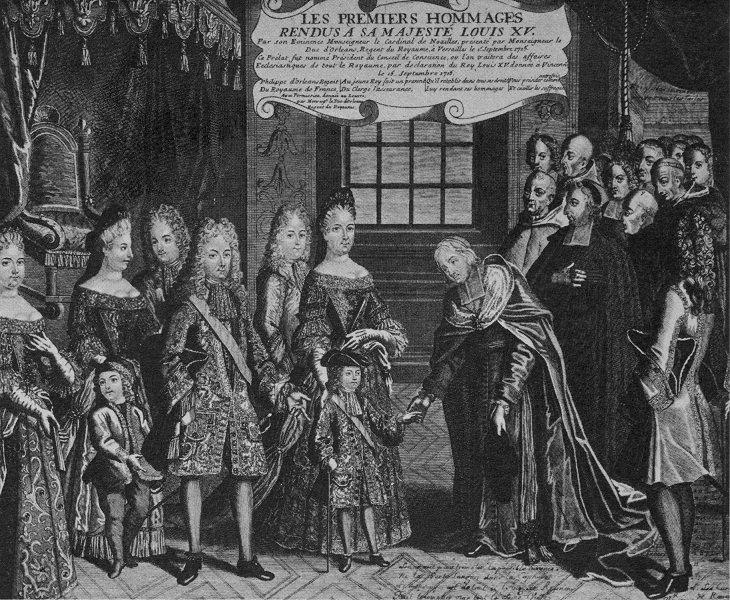
: premiers hommages rendus au roi Louis XV

- 1er septembre : mort de Louis XIV[5]. Son arrière-petit-fils, le fils du duc de Bourgogne, âgé de cinq ans, lui succède comme roi de France (fin en 1774). Louis XV est élevé par Madame de Ventadour, le maréchal de Villeroy (février 1717) et le futur cardinal de Fleury (avril 1716)[8].
- 2 septembre : lecture au parlement du testament de Louis XIV. Philippe d’Orléans s’impose en face de son rival le duc du Maine (fils légitimé de Louis XIV)[9].
- 12 septembre : le Parlement de Paris déclare Philippe d’Orléans régent. Philippe d’Orléans, neveu de Louis XIV et premier prince du sang, président du Conseil de régence par le testament du défunt, fait casser le Conseil de Régence par le Parlement et devient régent de plein droit. Il ôte ainsi le pouvoir au duc du Maine, fils légitimé de Louis XIV. Le Parlement obtient en contrepartie le droit de remontrance qu’il avait perdu et qui lui permet d’exercer un pouvoir politique sur les affaires du pays (15 septembre)[10].

- 15 septembre : une déclaration royale met en place les « Conseils particuliers », annoncés par le Régent le 2 septembre. La polysynodie associe la haute noblesse aux décisions du Conseil de régence[2] (elle sera abandonnée en 1718). Noailles préside le Conseil des finances[1].
- 16 septembre : le financier Antoine Crozat entre dans les ordres du roi après avoir prêté 3 millions de livres à l’État[11].
- 28 septembre : le Conseil de régence tient sa première séance à Vincennes. Saint-Simon devient conseiller du Régent[2].

- 4 octobre : Philippe d’Orléans entame sa régence en adressant une lettre circulaire adressée aux intendants des provinces sur les abus en matière de taille, dans laquelle il déclare que sa préoccupation majeure est le poids excessif des différentes taxes et annonce son intention d’établir un système d’imposition plus juste et plus égalitaire[12].
- 5 octobre : augmentation du bail de la Ferme générale[1].
- 20 octobre : François-Léonor Gouyon, sire de Matignon, duc de Valentinois, pair de France, épouse Louise Grimaldi, fille aînée d’Antoine Grimaldi, prince de Monaco, avec la condition de prendre, lui et ses successeurs, le nom et les armes des Grimaldi, ceux-ci n’ayant pas d’enfant mâle en mesure de succéder au prince Antoine[13].
- 31 octobre : l’assemblée du clergé réunie à Paris accorde au roi un « don gratuit » de 12 millions de livres[14].

- Octobre : édit ordonnant la réduction au denier vingt-cinq (4 %) des rentes créées sur les tailles au denier douze (8,33 %). Un édit de décembre étend le denier vingt-cinq à toutes les rentes[15].

- 7 décembre : le Conseil de régence ordonne la vérification et la liquidation de tous les billets d’État. Cette opération, dit du visa, est confiée aux frères Pâris, comme la révision des comptes des receveurs-généraux[16].

- 10 décembre : établissement d’un consulat de Perse à Marseille, l’un des premiers consulats étrangers en France, confié par le shah de Perse Hussein à Hagopdjan de Deritchan, qui reste en poste jusqu’en 1728[17].

- 23 décembre : baisse de 30 % du cours de la livre tournois. Un édit porte le cours des louis d’or de 14 livres à 20 livres et celui des écus d’argent passe de 3 livres 10 sols à 5 livres[18].
- 30 décembre : le roi Louis XV, âgé de cinq ans, est officiellement installé aux Tuileries avec toute sa Maison[18].

- Chaire de médecine pratique à l’université de Montpellier[19].